# ألكسندر هيل إيفرت
الكسندر هيل إيفرت (بالإنجليزية: Alexander Hill Everett)‏ هو عالم سياسة ومترجم ودبلوماسي أمريكي، ولد في 19 مارس 1792 في بوسطن في الولايات المتحدة، وتوفي في 28 يونيو 1847 في غوانزو في الصين.